# Martin Popoff
Martin Popoff, né le 28 avril 1963 à Castlegar en Colombie-Britannique (Canada), est un biographe, critique et journaliste musical canadien. Il est le cofondateur du magazine de heavy metal Brave Words and Bloody Knuckles, dont il a également été le rédacteur en chef. Il a contribué à plusieurs autres magazines et sites musicaux, parmi lesquels Revolver, Guitar World, Goldmine, Record Collector, Lollipop, bravewords.com et hardradio.com.
Auteur autodidacte et prolifique, Martin Popoff a écrit plus de 70 ouvrages sur le heavy metal, le hard rock et les collections de disques. Il est aussi l'auteur de nombreuses notes d'accompagnement et de biographies de groupes pour des labels discographiques. Ses critiques musicales, estimées à presque 8 000, sont pour la plupart d'entre elles compilées dans sa série d'ouvrages intitulée The Collector's Guide to Heavy Metal. L'ensemble de ses publications lui a valu d'être décrit comme « l'auteur le plus actif dans le domaine du heavy metal » et « le journaliste de heavy metal le plus connu au monde ».

## Biographie

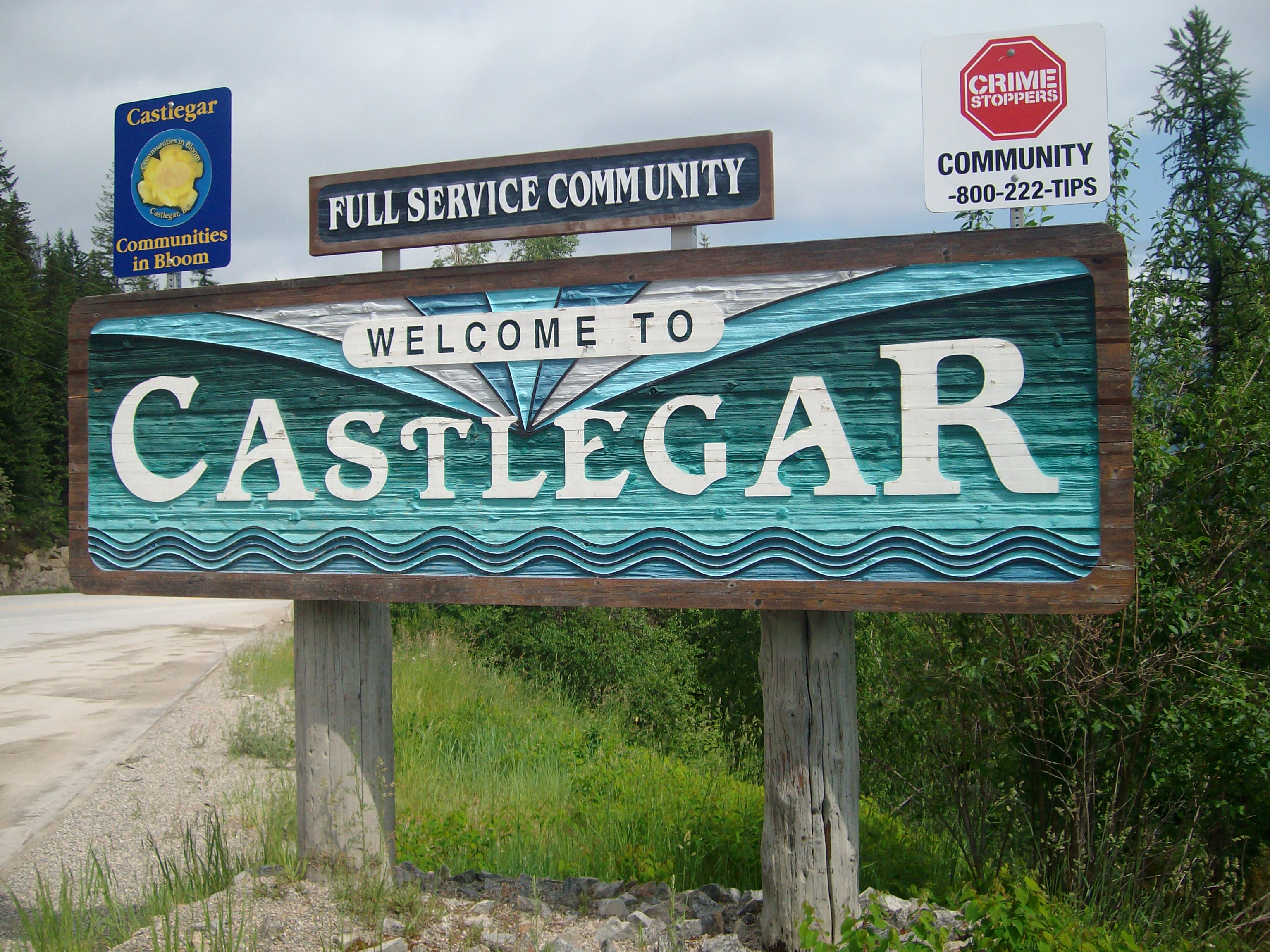
Panneau d'entrée de Castlegar, où Martin Popoff est né en 1963

Martin Popoff naît le 28 avril 1963 à Castlegar en Colombie-Britannique, au Canada. Il grandit à Trail, puis obtient un baccalauréat en lettres et une maîtrise en administration des affaires. Il travaille pour l'entreprise Xerox, puis devient le copropriétaire d'une entreprise de design graphique et de négoce en services d'imprimerie appelée The Perfect Page,. En 1993, il autopublie un premier ouvrage de critiques musicales intitulé Riff Kills Man! 25 Years of Recorded Hard Rock & Heavy Metal avant de faire connaissance avec Tim Henderson. En 1994, Martin Popoff cofonde avec lui le magazine musical Brave Words and Bloody Knuckles,, dont il a également été le rédacteur en chef.
Il revient en 1997 sur Riff Kills Man! 25 Years of Recorded Hard Rock & Heavy Metal et décide d'en ressortir une version augmentée avec davantage de critiques. Cet ouvrage, le premier d'une série intitulée The Collector's Guide to Heavy Metal, rassemble alors 3 700 critiques. À partir de 1998, Martin Popoff ne se consacre plus qu'à la critique musicale. L'auteur publie douze ouvrages entre 2000 et 2005, dont quatre en 2005. Il contribue en parallèle à d'autres magazines et sites musicaux, parmi lesquels Revolver, Guitar World, Goldmine, Record Collector, Lollipop, bravewords.com et lollipop.com,.
Martin Popoff collabore à plusieurs reprises avec la société de production Banger Films. Il est consultant en chef pour Metal: A Headbanger's Journey (2005) puis travaille pendant deux ans pour le documentaire Rush: Beyond the Lighted Stage (2010). Il fait aussi partie d'une équipe de recherche et de rédaction pour les séries documentaires Metal Evolution et Rock Icons, toutes deux diffusées sur VH1 Classic. Le 27 mars 2015, Martin Popoff participe à une conférence à l'université d'État de Bowling Green, Electric Guitar in Popular Culture, où il prononce un discours d'ouverture intitulé Vulgar Display of Power: Six-String Milestones in the Creation of Heavy Metal Guitar,. Il y parle notamment de son ouvrage Who Invented Heavy Metal?, qui est alors sur le point de paraître.

## Travaux bibliographiques
« Dès qu'il s'agit de biographies musicales, si vous voyez le nom de Popoff sur la couverture, vous savez que ce sera bien écrit et intéressant à lire. »

— Chad Bowar d'About.com
Martin Popoff est considéré comme l'un des auteurs les plus prolifiques dans le domaine du heavy metal,. Il a d'ailleurs été décrit comme « l'auteur le plus actif dans le domaine du heavy metal », mais aussi comme « le journaliste de heavy metal le plus connu au monde ». Il a écrit plus de 70 ouvrages, qui ont pour thème le heavy metal, mais aussi le hard rock et les collections de disques.
Sa bibliographie inclut des biographies de plusieurs groupes, parmi lesquels Black Sabbath, Blue Öyster Cult, Deep Purple, Dio, Judas Priest, Rainbow, Rush, Thin Lizzy et UFO,. Elles sont organisées par album et chaque chapitre aborde l'histoire derrière la publication de ces albums, analyse en détail chaque chanson et apporte des informations complémentaires sur les membres du groupe et les tournées,. À l'inverse de biographies « classiques », celles de Martin Popoff s'appuient surtout sur des interviews brièvement commentées, dans le but de parcourir la discographie d'un groupe à travers les commentaires des personnes impliquées.
Sa série The Collector's Guide to Heavy Metal démarre en 1997 avec un premier ouvrage rassemblant 3 700 critiques de l'auteur. Il est par la suite complété et divisé en plusieurs volumes couvrant chacun une décennie différente,. Martin Popoff utilise pour chaque guide un système de notation allant de 0 à 10. La série regroupe une grande partie de la totalité de ses critiques musicales, qui sont estimées à presque 8 000 au total,,. La série Ye Olde Metal aborde quant à elle l'histoire du rock à travers de rares témoignages directs de musiciens, accompagnés de ses propres commentaires.
Cependant, pour presque la moitié d'entre eux, les ouvrages de Martin Popoff sont presque épuisés. Entre 25 et 30 d'entre eux ne sont plus disponibles qu'à partir de son site web. L'auteur a, en plus de ses ouvrages, rédigé de nombreuses notes d'accompagnement et de biographies de groupes pour des labels discographiques.

## Style d'écriture

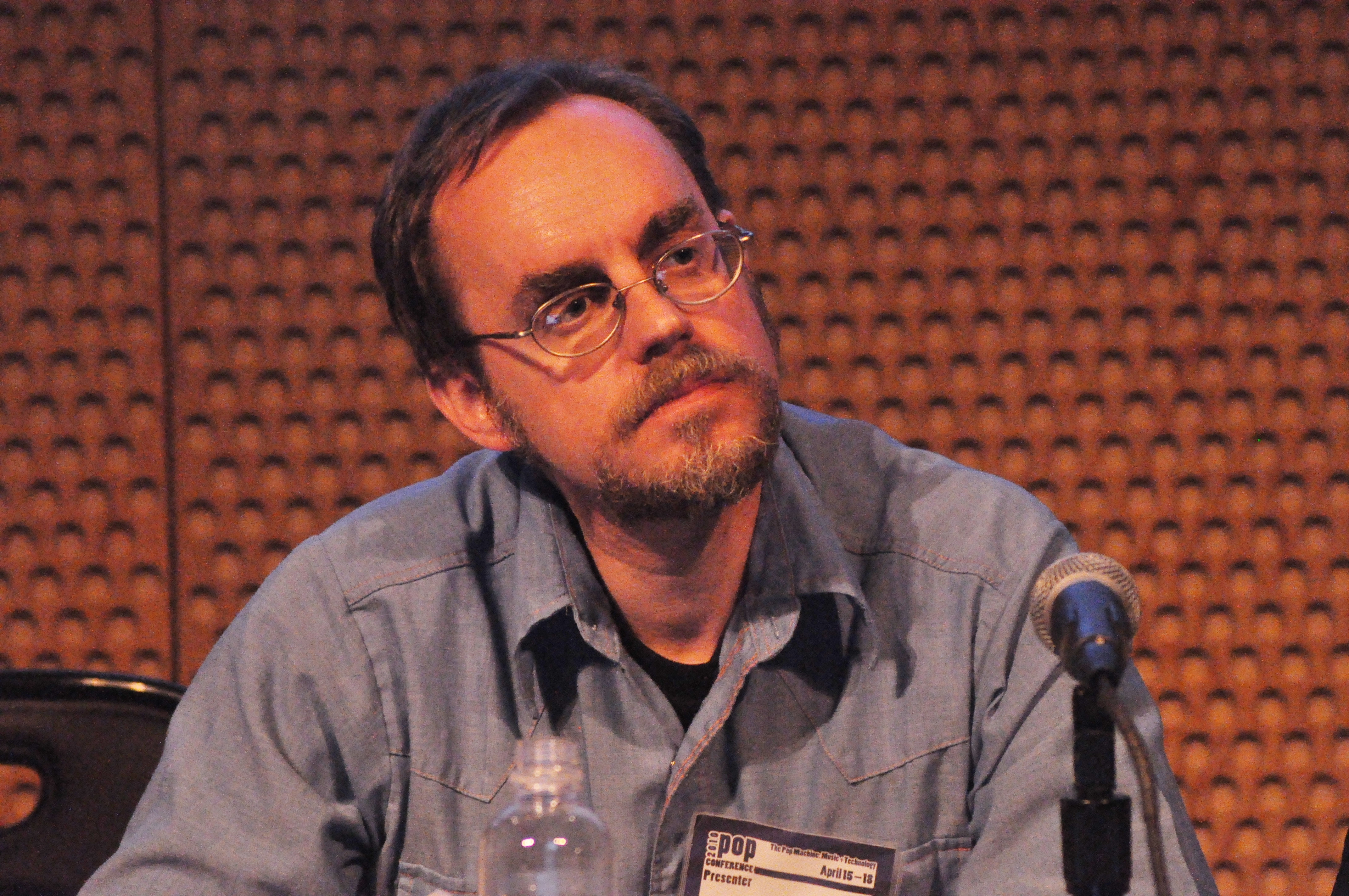
Le style d'écriture de Martin Popoff a été comparé à d'autres journalistes musicaux, dont Chuck Eddy, photographié ici en 2010

Un auteur autodidacte, Martin Popoff ne pense pas avoir été influencé par qui que ce soit au niveau de façon d'écrire. Il a néanmoins été comparé à d'autres journalistes musicaux tels que Chuck Eddy, Lester Bangs, Metal Mike Saunders, Malcolm Dome et Xavier Russell,.
Au niveau de ses ouvrages, il accorde une « attention journalistique » à la chronologie, aux faits et aux citations, en les combinant avec des détails, des hypothèses et des coïncidences à la manière d'un fan. Adrien Begrand du webzine PopMatters trouve son style d'écriture « instructif et divertissant, quoiqu'un peu idiosyncratique. » Pour Frank Hill de Maximum Metal, c'est un style « vif et souvent alambiqué, qui est aussi cérébral que spontané ». Matthias Mader, journaliste du magazine allemand Rock Hard, le considère « fleuri et unique ».
Dans la revue scientifique Metal Music Studies, Andy R. Brown décrit son style comme « en partie méditation sur le courant de conscience, en partie provocation de comptoir autour d'un soirée quizz et en partie camaraderie familière—truffée d'argot et d'apostrophes pour les oublis » qui « fera l'unanimité dans l'esprit de l'interlocuteur imaginé comme un fan de metal. » Le contenu de ses ouvrages a quant à lui été décrit comme « un patchwork diffus de séries d'interviews trop longues ».
Tim Henderson, qui a cofondé Brave Words and Bloody Knuckles avec lui, le décrit de la façon suivante : 

« Martin Popoff est l'un des écrivains les plus intéressants que j'ai rencontré. Il devrait écrire des critiques pour Rolling Stone, etc. Personne ne peut trouver les mots qu'il écrit. Il trouve des mots que je dois aller chercher dans le dictionnaire. Je sais que cela rend certaines personnes folles parce qu'elles n'ont aucune idée de quoi il parle, mais ses critiques sont toutes différentes. Il a toujours cet énorme niveau d'intelligence. »

## Goûts musicaux
Durant sa jeunesse, Martin Popoff écoute dans un premier temps des groupes comme Creedence Clearwater Revival, Steppenwolf et Three Dog Night. Son intérêt pour le heavy metal apparaît vers l'âge de 12 ans, lorsqu'il commence à écouter des albums tels que Hotter Than Hell de Kiss, Razamanaz de Nazareth et Vol. 4 de Black Sabbath. À la même période, il lit avec avidité de nombreux magazines musicaux, en particulier Creem, Kerrang!, Melody Maker et Sounds.
Martin Popoff cite Black Sabbath, Deep Purple, Gillan, Max Webster et ZZ Top parmi ses cinq groupes préférés et considère le premier album éponyme de Queen comme son album favori. Il est également un grand fan de Motörhead,. Dans une interview accordée au site About.com, l'auteur dit apprécier le stoner rock, le doom metal et le hair metal. Parmi les sous-genres de heavy metal qu'il aime le moins, il liste le black metal, le death metal et le metal gothique.
Étant enfant, Martin Popoff affirme qu'il détestait Supertramp et reconnaît « en avoir encore marre d'eux. » Il considère Def Leppard comme un groupe « vendu » et déclare détester leurs albums Hysteria et Adrenalize. L'auteur est d'ailleurs connu pour avoir attribué un 0 à ces deux albums dans son ouvrage The Collector's Guide to Heavy Metal, ce qui lui sera plus tard reproché.

## Vie privée
Martin Popoff possède une collection d'objets composée approximativement de 12 000 LP, 15 000 CD, 3 000 45 tours, 1 400 laissez-passer en coulisses et 2 900 articles dédicacés. Une partie de sa collection de disques a été vendue à la Sound and Moving Image Library de l'Université York, après que celle-ci ait commencé une collection liée au heavy metal en 2008,.
Martin Popoff reconnaît être un fan d'art et de peinture. Dans plusieurs interviews, il confie qu'il rêve de peindre des pochettes d'albums,. L'auteur affirme aussi vouloir devenir un peintre à temps plein et avoir des galeries d'exposition,. « Mes amis disent que je suis fou, mais je pense que je peux avoir plus de succès en tant que peintre qu'en essayant d'être journaliste de heavy metal ! », remarque-t-il dans une interview de 2008. Il déclare avoir peint quelques toiles qui se sont pour la plupart vendues, mais reconnaît ne pas avoir suffisamment de temps libre devant lui pour se consacrer pleinement à la peinture. L'auteur vit actuellement à Toronto avec sa femme et son fils.

## Ouvrages publiés
Cette liste est adaptée des sections bibliographiques de trois livres de l'auteur, ainsi que de son site officiel,,,.
- Riff Kills Man! 25 Years of Recorded Hard Rock & Heavy Metal (1993)
- The Collector's Guide to Heavy Metal (1997)
- Goldmine Heavy Metal Record Price Guide (2000)
- Heavy Metal: 20th Century Rock and Roll (2000)
- Southern Rock Review (2001)
- The Top 500 Heavy Metal Songs of All Time (2003)
- The Collector's Guide to Heavy Metal: Volume 1: The Seventies (2003)
- The Top 500 Heavy Metal Albums of All Time (2004)
- Contents Under Pressure: 30 Years of Rush at Home & Away (2004)
- Blue Oyster Cult: Secrets Revealed! (2004 ; réédité en 2009 sous le nom Blue Oyster Cult! Secrets Revealed!)
- The New Wave of British Heavy Metal Singles (2005)
- UFO: Shoot Out the Lights (2005)
- Rainbow: English Castle Magic (2005)
- The Collector's Guide to Heavy Metal: Volume 2: The Eighties (2005)
- Dio: Light Beyond the Black (2006)
- Black Sabbath: Doom Let Loose (2006)
- Run for Cover: The Art of Derek Riggs (2006)
- Ye Olde Metal: 1968 to 1972 (2007)
- The Collector's Guide to Heavy Metal: Volume 3: The Nineties (2007)
- Ye Olde Metal: 1973 to 1975 (2007)
- Judas Priest: Heavy Metal Painkillers (2007)
- Ye Olde Metal: 1976 (2008)
- Ye Olde Metal: 1977 (2008)
- All Access: The Art and History of the Backstage Pass (2008)
- Gettin' Tighter: Deep Purple: '68–'76 (2008)
- Ye Olde Metal: 1978 (2009)
- Worlds Away: Voivod & the Art of Michel Langevin (2009)
- A Castle Full of Rascals: Deep Purple '83–'09 (2009)
- Goldmine Price Guide to 45 RPM Records, 7th. Edition (2009)
- Goldmine Record Album Price Guide, 6th. Edition (2009)
- Goldmine Standard Catalogue of American Records 1948–1991, 7th Edition (2010)
- The Collector's Guide to Heavy Metal: Volume 4: The '00s (2011 ; coécrit avec David Perri)
- Black Sabbath FAQ (2011)
- The Deep Purple Royal Family: Chain of Events Through '79 (2011)
- The Deep Purple Royal Family: Chain of Events '80–'11 (2011)
- Fighting My Way Back: Thin Lizzy 69–76 (2011)
- We Will Be Strong: Thin Lizzy 76–81 (2012)
- It's Getting Dangerous: Thin Lizzy 81–12 (2012)
- Fade to Black: Hard Rock Cover Art of the Vinyl Age (2012)
- Epic Ted Nugent (2012)
- Scorpions: Top of the Bill (2013 ; mis à jour et réédité en 2016 sous le nom Wind of Change: The Scorpions Story)
- Ye Olde Metal: 1979 (2013)
- Rush: The Illustrated History (2013 ; mise à jour et réédité en 2016)
- Metallica: The Complete Illustrated History (2013 ; mise à jour et réédité en 2016)
- 2 Minutes to Midnight: An Iron Maiden Day-by-Day (2013)
- The Art of Metal (2013 ; coécrit avec Malcolm Dome)
- Smokin' Valves: A Headbanger's Guide to 900 NWOBHM Records (2014)
- Sweating Bullets: The Deth and Rebirth of Megadeth (2014)
- The Big Book of Hair Metal (2014)
- Steal Away the Night: An Ozzy Osbourne Day-by-Day (2014)
- Live Magnetic Air: The Unlikely Saga of the Superlative Max Webster (2014)
- Sail Away: Whitesnake's Fantastic Voyage (2015)
- Who Invented Heavy Metal? (2015)
- Swords and Tequila: Riot's Classic First Decade (2015)
- Wheels of Steel: The Explosive Early Years of the NWOBHM (2015)
- This Means War: The Sunset Years of the NWOBHM (2015)
- Kickstart My Heart: A Motley Crue Day-by-Day (2015)
- Time And a Word: The Yes Story (2016)
- Ramones at 40 (2016)
- From Dublin to Jailbreak: Thin Lizzy 1969–76 (2016)
- Agents of Fortune: The Blue Öyster Cult Story (2016)
- The Deep Purple Family: Year by Year (2016)
- Metal Heart: Aiming High with Accept (2016)
- Punk Tees: The Punk Revolution in 125 T-Shirts (2016)
- Rock the Nation: Montrose, Gamma, and Ronnie Redefined (2016)
- Popoff Archive 1: Doom Metal (2016)
- Popoff Archive 2: Progressive Rock (2016)
- Popoff Archive 3: Hair Metal (2017)
- Popoff Archive 4: Classic Rock (2017)
- Beer Drinkers and Hell Raisers: The Rise of Motörhead (2017)
- Rush: Album by Album (2017)
- Caught in a Mosh: The Golden Era of Thrash (2017)
- Metal Collector: Gathered Tales from Headbangers (2017)
- Hit the Lights: The Birth of Thrash (2017)
- Led Zeppelin: All the Albums All the Songs (2017)
- Tornado of Souls: Thrash's Titanic Clash (2017)
- Lights Out: Surviving the '70s with UFO (2017)
- AC/DC: Album by Album (2017)

## Publications en français
- Deep Purple : De la fumée sur l'eau, 1968-1976 (Camion Blanc, 2014), traduction par Aurélien Lemant de Gettin' Tighter: Deep Purple: '68–'76 (Power Chord Press, 2008)
- Deep Purple : La Bataille fait rage, 1983-2009 (Camion Blanc, 2019), traduction par Aurélien Lemant de A Castle Full of Rascals: Deep Purple: '83–'09 (Power Chord Press, 2009)
- Metallica : Toute l'histoire illustrée (Chêne / E/P/A, 2013), traduction par Valentine Palfrey de Metallica: The Complete Illustrated History (Voyageur Press, 2013)